# Daouda Diakité (ur. 1977)
Daouda Diakité (ur. 20 marca 1977) – malijski piłkarz grający na pozycji obrońcy. W latach 1996–2005 występował w reprezentacji Mali.

## Kariera klubowa
Karierę piłkarską rozpoczął w klubie AS Real Bamako. W 1995 roku zadebiutował w jego barwach w malijskiej Première Division. Grał w nim bez sukcesów do końca 1999 roku, a na początku 2000 roku odszedł do Djoliby AC, także wywodzącego się ze stolicy kraju, Bamako. Grał w nim w latach 2000-2001. W 2002 roku został zawodnikiem Cercle Bamako i w tym samym roku wywalczył z nim mistrzostwo Mali. W 2005 roku odszedł na sezon do francuskiego piątoligowego Stade Briochin. W 2006 roku ponownie grał w Djolibie AC. W 2007 roku został z nim mistrzem kraju, a w 2008 roku oprócz mistrzostwa zdobył także Puchar Mali i Superpuchar Mali. W 2008 roku zakończył karierę.

## Kariera reprezentacyjna
W reprezentacji Mali zadebiutował w 1996 roku. W 2002 roku został powołany do kadry na Puchar Narodów Afryki 2002. Na nim wystąpił w 3 meczach: Nigerią (0:0), Algierią (2:0) i półfinale z Kamerunem (0:3). Z Mali zajął 4. miejsce w tym turnieju. W kadrze narodowej grał do 2005 roku.